# Tobias Ertl
Tobias Ertl, magyarosan Ertl Tóbiás (Veitra, Ausztria, 1685. szeptember 3. – Bécs, 1753. december 5.) német bölcsészdoktor, jezsuita rendi szerzetes.

## Élete
16 éves korában lépett a jezsuita rendbe, letette a negyedik fogadalmat. Ezután Grazban humaniorákat, majd Budán három évig filozófiát tanított. Ezután néhány évig hitszónokként működött Budán. Tábori lelkész is volt, végül házfőnök lett Bécsben.

## Munkái
- Quinque annorum Trophaea post fusum fugatumque ad Petrovaradini moenia Turcam ad consecrandam posteritati Victoriae hujus memoriam supra quinque celebres urbis Viennensis portas erecta et a concinentibus totidem alaudis austria cis exhibita. Graz, 1717